# Les Dix Commandements (film, 1956)
Pour les articles homonymes, voir Les Dix Commandements.
Pour plus de détails, voir Fiche technique et Distribution.
Les Dix Commandements (The Ten Commandments) est un film épique américain de Cecil B. DeMille sorti en 1956, avec notamment Charlton Heston, Yul Brynner, Anne Baxter, Edward G. Robinson et Yvonne De Carlo dans les rôles principaux.
Le film ne sort dans les cinémas français qu'en janvier 1958. 
Réadaptation partielle de son film muet de 1923, Les Dix Commandements est le dernier film du réalisateur, qui meurt trois ans plus tard. Tourné en Égypte, au mont Sinaï et dans la péninsule du Sinaï, au moment de sa sortie en salles, le 8 novembre 1956, il est le film le plus cher jamais produit et présente l'une des distributions les plus importantes jamais réunies.
En 1957, Les Dix Commandements est nommé pour sept Oscars, y compris l'Oscar du meilleur film, mais ne remporte en définitive que l'Oscar des meilleurs effets visuels. En 1999, le film est sélectionné pour conservation par la National Film Registry de la bibliothèque du Congrès des États-Unis comme étant « culturellement, historiquement ou esthétiquement important ». En juin 2008, le film est classé par l'American Film Institute comme le 10e meilleur film dans le genre épique.

## Synopsis
Le film raconte la libération des Hébreux esclaves en Égypte, telle qu'elle est relatée dans l'Ancien Testament.
Moïse, sauvé des eaux, est élevé à la cour du Pharaon Sethi Ier avec le futur Ramsès II, sur lequel il déclenchera les dix plaies d'Égypte pour le forcer à libérer son peuple. En chemin, Dieu lui remet les tables de la loi et Moïse conduit son peuple à la terre promise.

## Fiche technique
- Titre original : The Ten Commandments

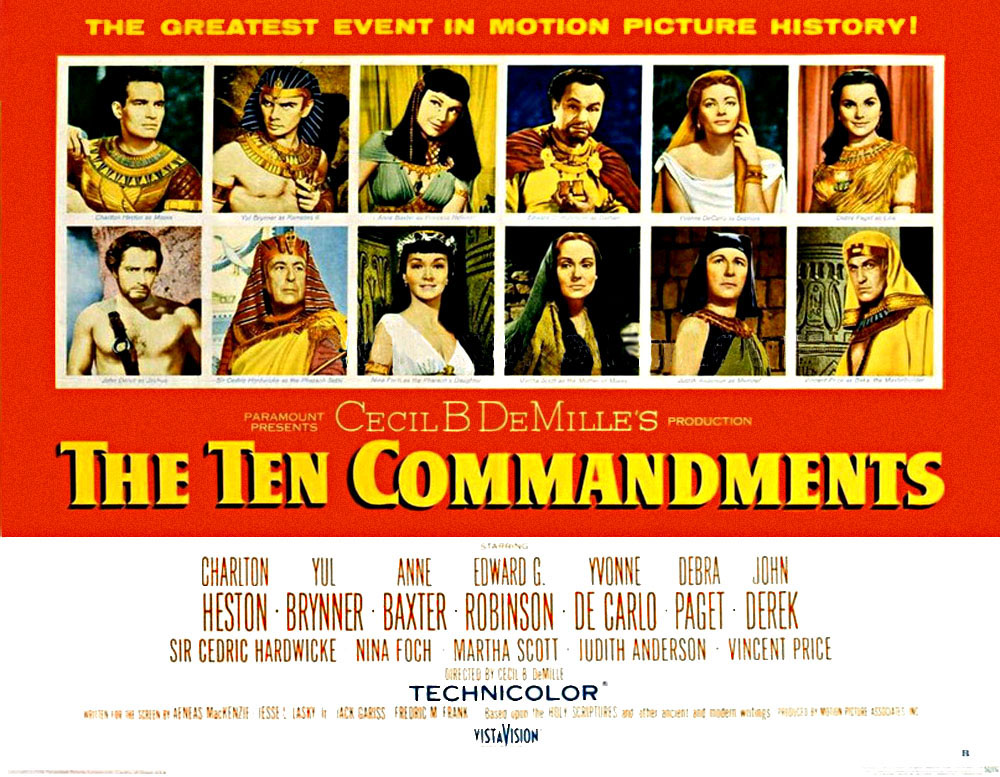
Autre affiche du film en version originale figurant les acteurs principaux.

- Titre français : Les Dix Commandements
- Réalisation : Cecil B. DeMille
- Scénario : Æneas MacKenzie, Jesse L. Lasky Jr., Jack Gariss (en) et Fredric M. Frank, d'après les romans The Pillar of Fire de J.H. Ingraham (en), On Eagle's Wing d'A.E. Southon (en) et Le Prince d'Égypte de Dorothy Clarke Wilson (en)
- Direction artistique : Hal Pereira, Walter Tyler et Albert Nozaki (en)
- Décors : Sam Comer et Ray Moyer ; Jerry Cook (constructions monumentales)
- Costumes : Edith Head, Ralph Jester (en), John Jensen (en), Dorothy Jeakins et Arnold Friberg
- Maquillages : Wally Westmore
- chaussures : Salvatore Ferragamo
- Coiffures : Nellie Manley
- Photographie : Loyal Griggs ; W. Wallace Kelley, J. Peverell Marley et John F. Warren (photographie additionnelle)
- Montage : Anne Bauchens
- Musique : Elmer Bernstein
- Production : Cecil B. DeMille et Henry Wilcoxon
- Sociétés de production : Paramount Pictures et Motion Picture Associates
- Société de distribution : Paramount Pictures
- Pays de production :  États-Unis
- Langue : anglais
- Budget : 13 millions de $
- Format : couleur (Technicolor) - 35 mm à défilement horizontal 1,85:1 (VistaVision) - Son mono ou stéréo 4 pistes magnétiques (Western Electric Recording) sur les copies à défilement vertical.
- Genre : Film biblique épique, péplum
- Durée : 222 minutes
- Dates de sortie :
  - États-Unis : 8 novembre 1956
  - France : 17 janvier 1958
- Affiches : Macario Gómez Quibus (États-Unis), Roger Soubie (France)

## Distribution
- Charlton Heston (VF : Jean Davy) : Moïse
- Yul Brynner (VF : Georges Aminel) : Ramsès II
- Anne Baxter (VF : Claire Guibert) : Néfertari
- Edward G. Robinson (VF : Raymond Rognoni) : Dathan
- Yvonne De Carlo (VF : Claude Winter) : Séphora
- Debra Paget (VF : Thérèse Rigaut) : Lilia
- John Derek (VF : Serge Lhorca) : Josué
- Cedric Hardwicke (VF : Richard Francœur) : Séthi Ier
- Nina Foch (VF : Sylvie Deniau) : Bithiah
- Martha Scott (VF : Lita Recio) : Yochebed
- Judith Anderson (VF : Marie Francey) : Memnet
- Vincent Price (VF : Marc Valbel) : Baka
- John Carradine (VF : Louis Arbessier) : Aaron
- Olive Deering (VF : Anne Carrère) : Myriam
- Douglass Dumbrille (VF : Claude Péran) : Janès
- Frank DeKova (VF : René Bériard) : Abiram
- Eduard Franz (VF : Abel Jacquin) : Jéthro
- Henry Wilcoxon (VF : Georges Hubert) : Pentaour
- Donald Curtis : Mered
- Lawrence Dobkin : Hur Ben Caleb
- H. B. Warner : Aminadab
- Julia Faye : Élishéba
- Ian Keith (VF : Jean Brunel) : Ramsès Ier
- John Miljan : le premier aveugle
- Lisa Mitchell (it) (VF : Jeanine Freson) : une fille de Jéthro
- Noëlle Williams : une fille de Jéthro
- Joanna Merlin : une fille de Jéthro
- Pat Richard : une fille de Jéthro
- Joyce Vanderveen : une fille de Jéthro
- Diane Hall : une fille de Jéthro
- Abbas el Boughdadly : le conducteur du char de Ramsès II
- Fraser Clarke Heston : Moïse enfant
- Francis McDonald (VF : Jean d'Yd) : Simon
- Paul De Rolf : Éléazar
- Woodrow Strode : le roi d'Éthiopie
- Tommy Duran : Gershom
- Eugene Mazzola : le fils de Ramsès II
- Ramsay Hill : Coré
- Joan Woodbury : la femme de Coré
- Esther Brown (VF : Darling Légitimus) : Tarbis
- Dorothy Adams : une esclave / une femme au palais de Ramsès / une femme au camp du Veau d'or
- John Parrish : le sheik de Rephidim

Et, parmi les acteurs non crédités :
- Luis Alberni : un vieil hébreu dans la maison de Moïse
- Michael Ansara (VF : Marcel Lestan) : un surveillant
- Arthur Batanides : un hébreu à la porte de Ramsès et au camp du veau d'or
- Edward Earle : un esclave
- Charles Evans : un conseiller
- Gavin Gordon : l'ambassadeur de Troie
- Peter Hansen : un jeune assistant
- Paul Harvey : le physicien royal
- Robert Vaughn : un figurant dans la scène du veau d'or
- Harry Woods : un officier
- Kay Hammond : Grease Woman
- Cecil B. DeMille (VF : Maurice Dorléac) : le narrateur (voix-off)

Sources et légende : version française (VF) sur Allodoublage

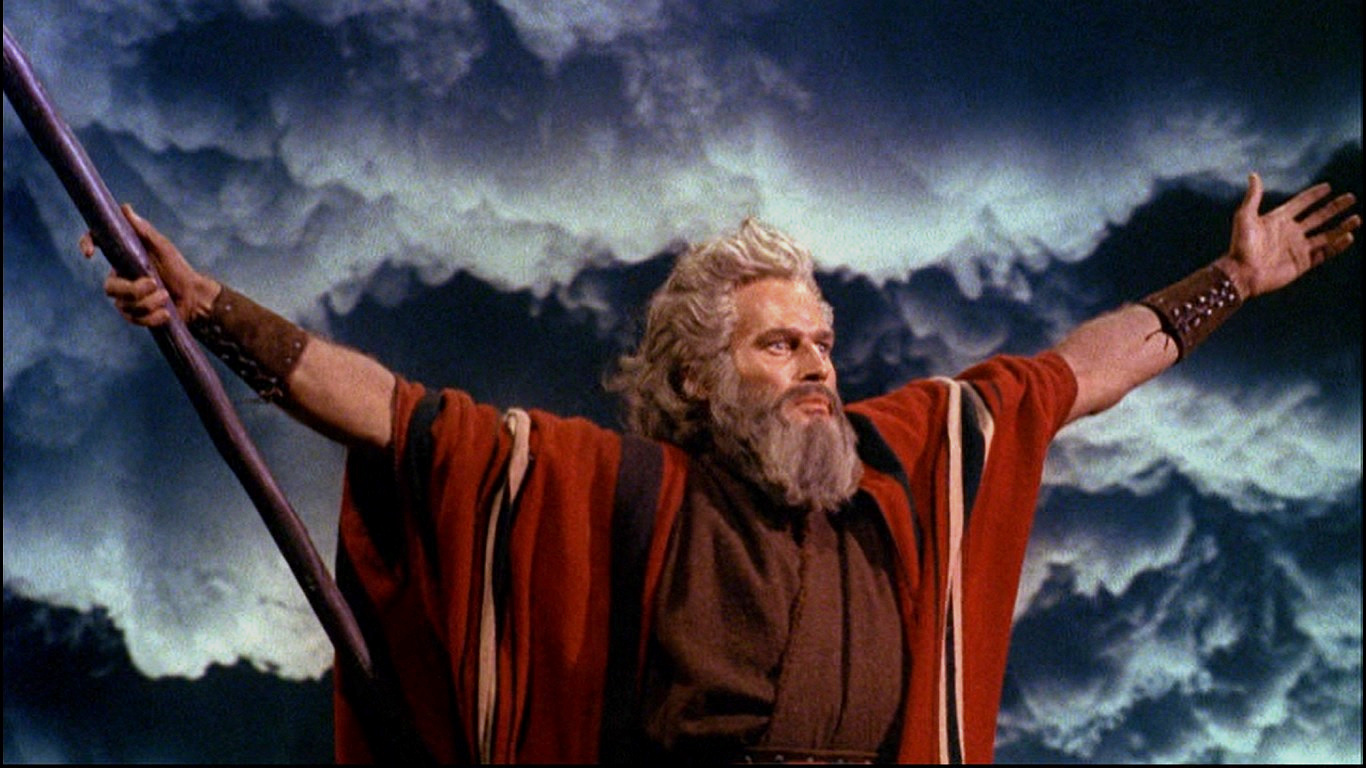
Charlton Heston dans le rôle de Moïse (ici lors du passage de la mer Rouge).
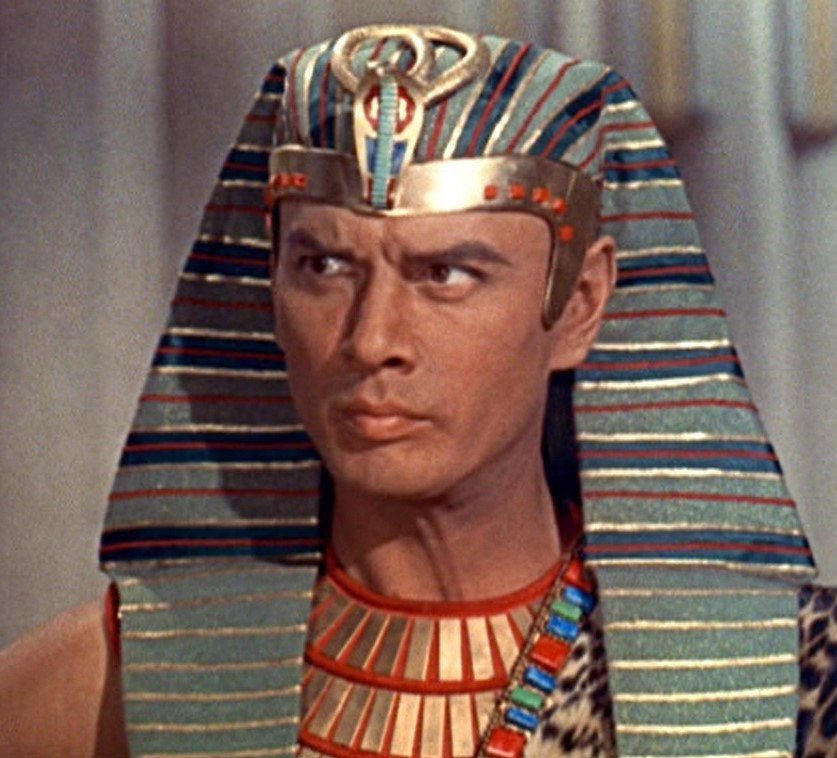
Yul Brynner (Ramsès II).
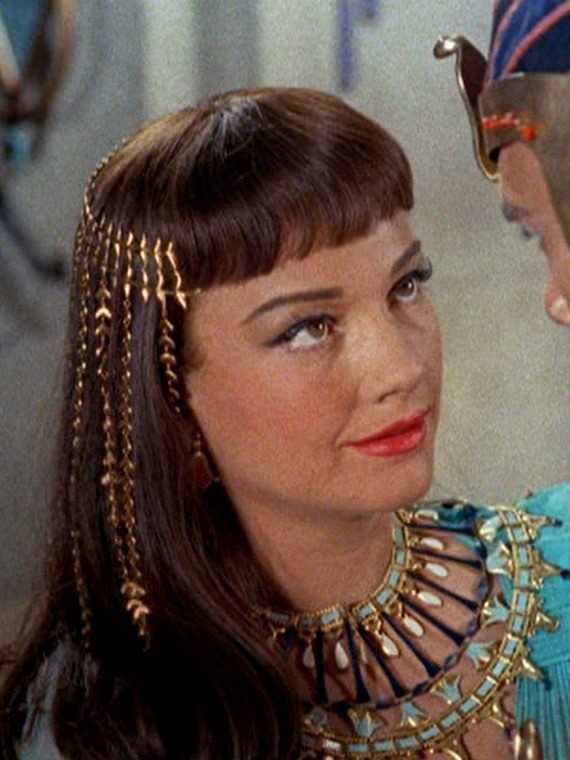
Anne Baxter (Néfertari).
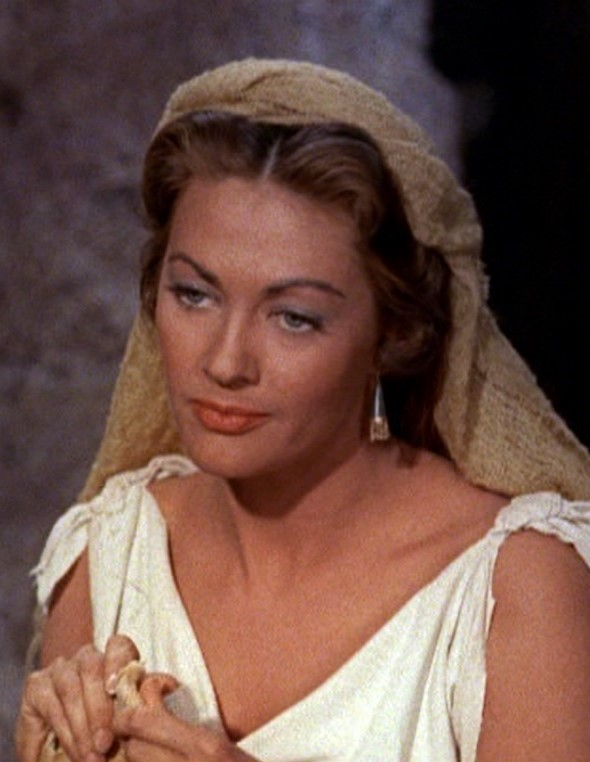
Yvonne De Carlo (Séphora).

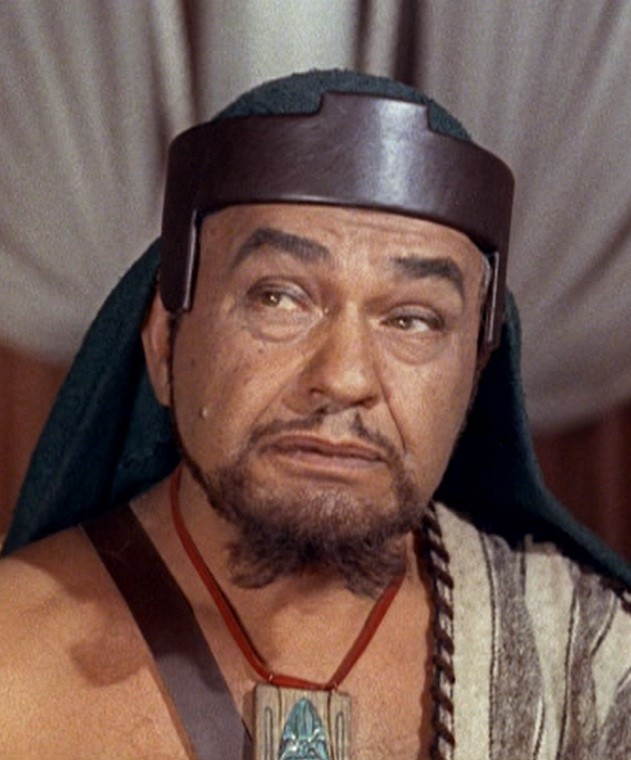
Edward G. Robinson (Dathan).
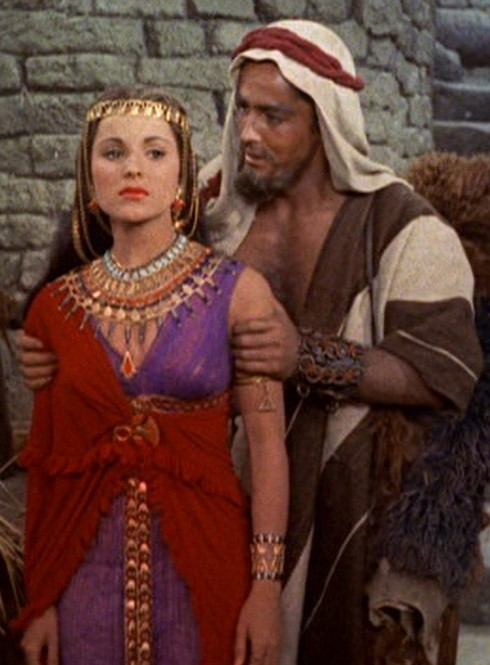
Debra Paget (Lilia) et John Derek (Josué).
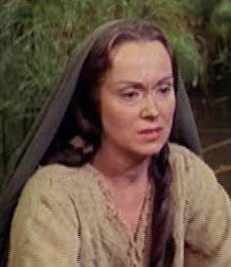
Martha Scott (Yochebed)
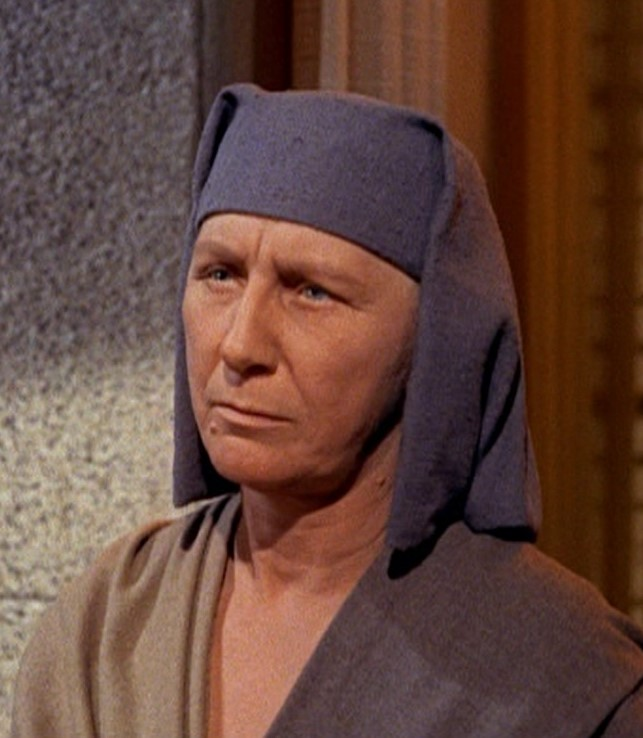
Judith Anderson (Memnet)

## Production

### Pré-production
Le scénario des Dix Commandements, écrit par Æneas MacKenzie, Jesse L. Lasky Jr., Jack Gariss (en) et Fredric M. Frank, est inspiré des romans Pillar of Fire de J.H. Ingraham (en), On Eagle's Wing de A.E. Southon (en) et Le Prince d'Egypte de Dorothy Clarke Wilson (en).
Le réalisateur, Cecil B. DeMille, bénéficie de la part de la Paramount d'une carte blanche (à la fois financière et artistique) pour la réalisation de sa fresque biblique. Le studio lui fait entièrement confiance et lui alloue le temps nécessaire (trois ans d’écriture et sept mois de tournage) avec des moyens quasiment illimités. Pour ce film, DeMille demande aux plus grands spécialistes de l’Égypte antique et du monde oriental de l'époque de le conseiller.

### Choix des interprètes
Charlton Heston, qui a déjà travaillé avec Cecil B. DeMille dans Sous le plus grand chapiteau du monde (1952), décroche le rôle de Moïse après avoir impressionné DeMille lors de son audition, grâce à sa connaissance de l'Égypte antique. William Boyd, le premier choix de DeMille pour incarner Moïse dans le film, refuse le rôle. Heston est également choisi pour interpréter la voix de Dieu sous la forme d'un buisson ardent, atténuant sa voix dans un registre plus doux et plus bas.
L'acteur incarnant Moïse bébé dans son panier d'osier n'est autre que Fraser Heston, le fils de Charlton Heston, alors âgé de trois mois.

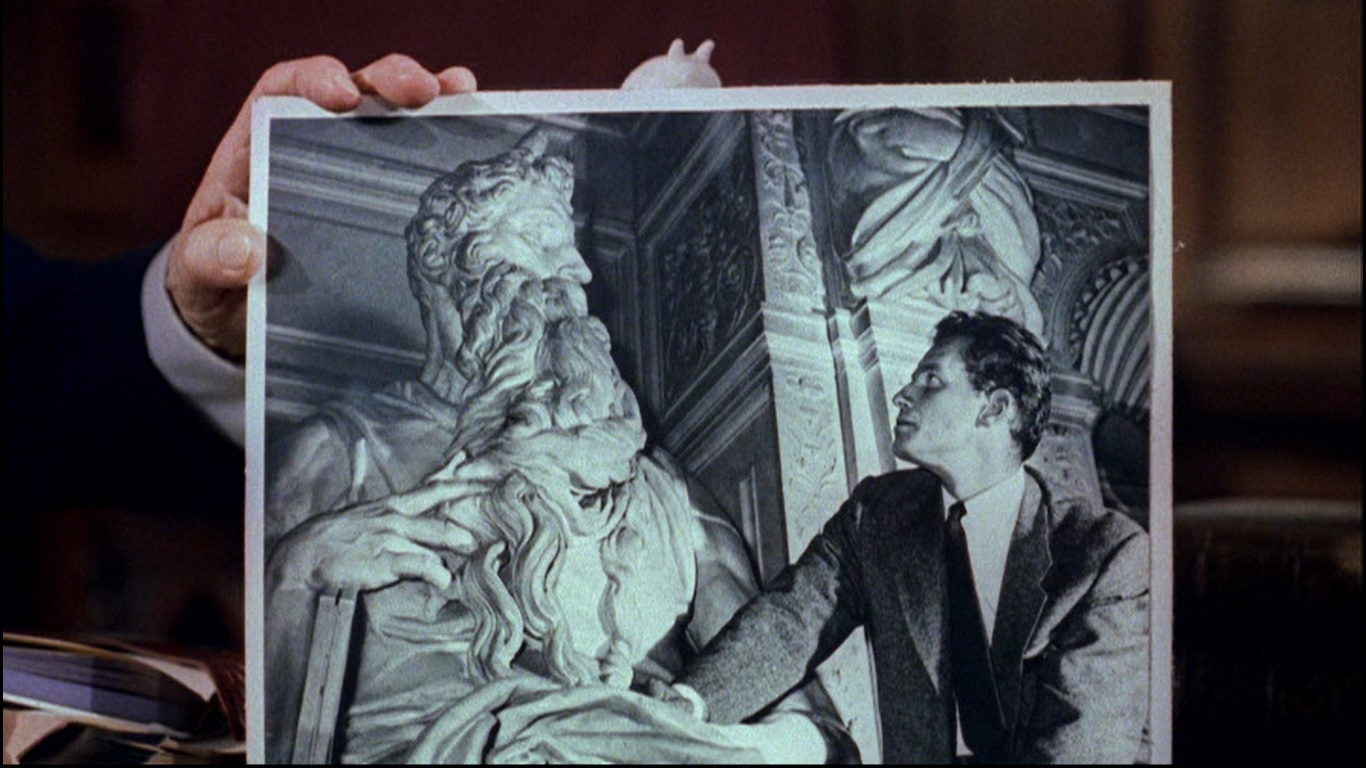
Cecil B. DeMille dans la bande-annonce du film, tenant une photo de Charlton Heston en train de regarder le Moïse de Michel-Ange. La ressemblance de l'acteur avec la sculpture l'a aidé à obtenir le rôle de Moïse[7].
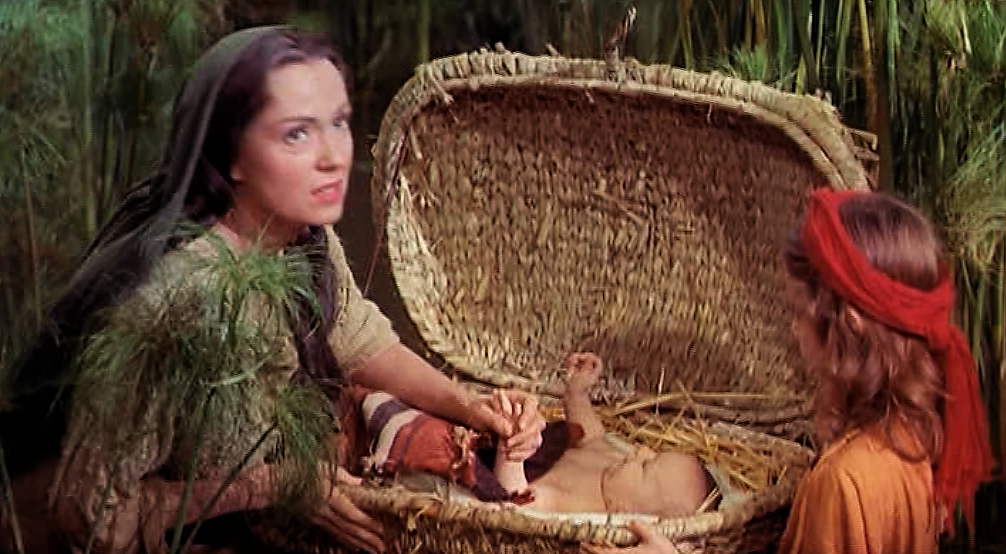
Martha Scott (Yochebed) mettant son fils Moïse bébé (Fraser Heston) dans son panier d’osier ; à droite Heather, la fille de Henry Wilcoxon, sœur de Moise dans le film.

### Tournage

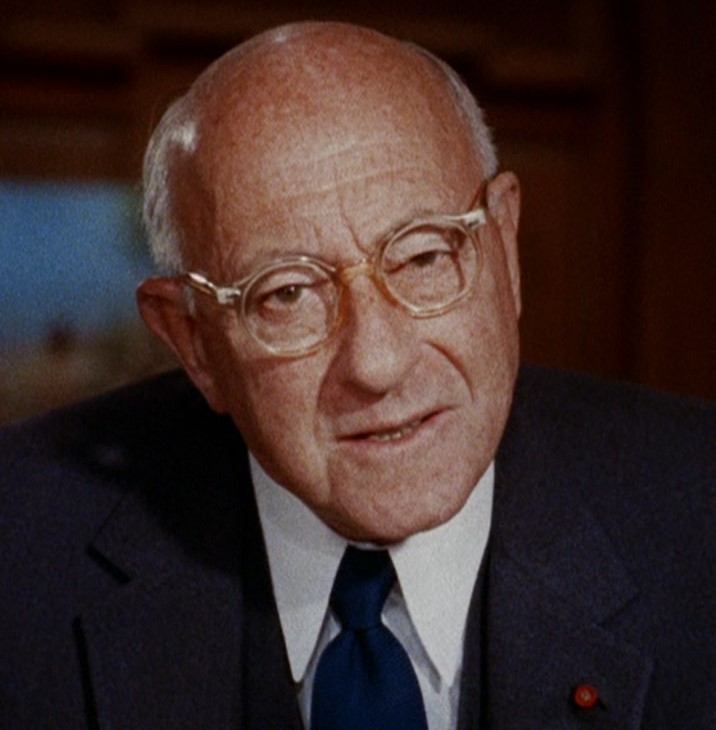
Image de Cecil B. DeMille tirée de la bande-annonce du film.

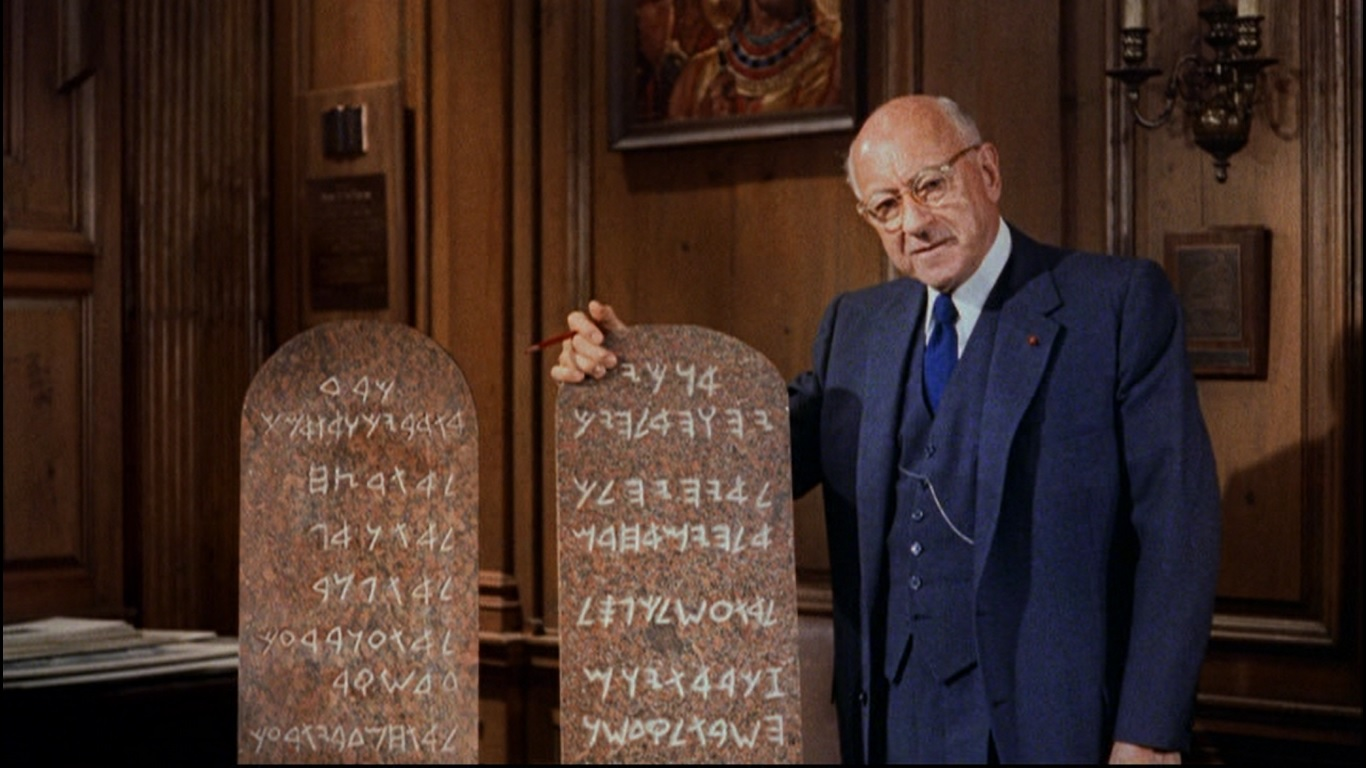
Cecil B. DeMille dans la bande-annonce du film, avec les accessoires des tables de la loi utilisées dans son long-métrage.

Le film est tourné aux studios Paramount de Los Angeles, et en extérieurs en Égypte (à Louxor, Abu Rudeis, Abu Ruwash, Beni Youssef et sur le mont Sinaï), ainsi qu'à Monument Valley (Arizona) et dans le parc d'État de Red Rock Canyon (Californie). Il nécessite la présence de plus de 10 000 figurants et cent mille accessoires, pour un budget estimé à 13 millions de dollars. Il est réalisé d'après un scénario de 308 pages et nécessite l'utilisation de 1 200 storyboards.
Le film comporte 70 rôles parlants ; la voix du buisson ardent (en version originale) est celle de l'acteur Charlton Heston lui-même.
Victime d'une attaque cardiaque durant le tournage, le réalisateur Cecil B. DeMille retourne travailler sur le plateau contre l'avis de ses médecins après seulement deux jours d'arrêt. Par ailleurs, le narrateur du film (en version originale) est Cecil B. DeMille lui-même.

### Effets spéciaux et trucages
- Pour le trucage des eaux du fleuve Nil changées en sang, c'est un simple tuyau d'arrosage qui envoie de la teinture rouge à l'endroit où Aaron touche l'eau de son bâton. Le vase égyptien devant purifier le Nil est à deux compartiments, l'un contenant de l'eau claire et l'autre de l'eau couleur sang[6].
- Pour le trucage de grêle, c'est en réalité du pop-corn qui est jeté par les assistants. Le feu et le son ont été ajoutés en postsynchronisation[6].
- La scène des grenouilles, tournée avec l'actrice Anne Baxter, ne fut pas retenue au montage, car jugée pas assez effrayante[6].
- Concernant la mort des premiers-nés[6] :
  - la statue de cire du fils mort de Ramsès (Eugène Mazzola), placée au pied du dieu Sokar, a été réalisée chez Madame Tussauds ;
  - la brume verte représentant l'ange de la mort a été réalisée avec un ventilateur, de l'huile minérale et de la teinture, projetée dans des rigoles creusées dans le sol.

### Anachronismes
- Quand Moïse bébé est dans son panier d’osier, on voit une épingle de sûreté sur le vêtement de l'enfant ; l'épingle de sûreté n'a été inventée qu'en 1849.
- Lors de l'Exode, on voit des chameaux, un animal qui n'a été introduit en Égypte qu'après Jésus-Christ[6].

### Différence avec le film original
Dans la première version de 1923 des Dix Commandements de DeMille, et contrairement au film de 1956, l'histoire était divisée en deux parties, la seconde partie se situant à l’époque contemporaine.

## Accueil

### Critique
Les Dix Commandements rencontre un accueil critique majoritairement positif, bien que certains critiques aient noté sa divergence par rapport au texte biblique.
Parmi les avis positifs suscités à la sortie du film en 1956, le critique Bosley Crowther du New York Times reconnaît que « dans ses décors remarquables, incluant un aspect écrasant de la ville égyptienne à partir de laquelle l'Exode commence, et dans le Technicolor brillant dans lequel le film est tourné, M. DeMille a fait des merveilles photographiques ».
Le magazine Variety parle des « scènes de la grandeur qu'était l'Égypte, et [celle des] Hébreux par milliers sous le fouet des maîtres d'œuvre » comme étant « saisissantes » et estime que le film « atteint le sommet de la beauté avec la séquence qui n'est pas élaborée, [celle du] souper de la Pâque où Moïse est représenté avec sa famille tandis que l'ombre de la mort tombe sur les premiers-nés égyptiens ».
James Powers du Hollywood Reporter déclare que le film est « le sommet de la réussite à l'écran. Ce n'est pas seulement un grand et puissant film, bien que ce soit cela ; c'est aussi une nouvelle expérience humaine. S'il n'y avait qu'une seule copie de ce film de la Paramount, le lieu de sa projection serait le centre d'un pèlerinage mondial ». Philip K. Scheuer du Los Angeles Times est dans la même veine, parlant du film comme « presque une expérience religieuse car c'est une expérience théâtrale. [Cecil B. DeMille] reste, à 75 ans, le réalisateur de spectacle vivant le plus capable dans une manière grandiose. Sa production est à la hauteur de ce que ses admirateurs ont espéré — et loin du pire que ses détracteurs attendaient. Cette religion d'antan à un nouveau regard ».
La distribution du film a également été complimentée. Variety qualifie Charlton Heston d'« artiste adaptable » qui, en tant que Moïse, révèle « une lueur intérieure alors qu'il est appelé par Dieu à supprimer les chaînes de l'esclavage qui retiennent son peuple ». James Powers estime pour sa part que Heston est « splendide, beau et princier (et humain) dans les scènes le concernant en tant que jeune homme, et majestueux et terrible comme [quand] son rôle l'exige ». Variety considère également Yul Brynner comme un « expert » dans son rôle de Ramsès. La performance d'Anne Baxter en tant que Néfertari a été signalée par Variety comme s'approchant « de près à [celle d'une] sirène à l'ancienne », mais Bosley Crowther estime que ceci, conjugué avec la performance de Brynner, constitue un aspect « incontestablement approprié et complémentaire à une romance vigoureuse et mélodramatique ». Les performances d'Yvonne De Carlo et de John Derek ont elles-aussi été acclamées par Bosley Crowther comme « particulièrement bonnes » ; Crowther a également salué la « vaste distribution de personnages » du film comme étant « très bonne, de Sir Cedric Hardwicke en tant que pharaon drôle et courtois à Edward G. Robinson en tant que grand patron perfide ».
Du fait de son succès dans le temps et de ses nombreuses rediffusions à la télévision, le film a aussi suscité des avis critiques contemporains. Le critique américain Leonard Maltin a attribué au film une note de quatre étoiles sur quatre, évoquant une « narration vivante à son meilleur... la séparation de la mer Rouge, l'écriture des tablettes sacrées sont des moments inoubliables ».
Pour le critique français Olivier Père, DeMille dans ce film « reste fidèle à une mise en scène frontale, opte pour un espace à deux dimensions et pousse ses interprètes vers la théâtralité ». Selon lui, le cinéaste fait preuve « d'un sens exceptionnel du cadre et de la composition, préférant le format VistaVision à celui du CinemaScope. Son utilisation du Technicolor en fait l'un des grands coloristes du cinéma américain. DeMille peut aussi bien organiser des déplacements gigantesques de foules (…), utiliser des trucages optiques spectaculaires, bâtir des décors colossaux et triompher dans les scènes intimistes et mélodramatiques, en portant à leur paroxysme les émotions, mais aussi la sensualité de ses personnages ». Il conclut que « de ce spectacle démesuré et triomphal se dégage finalement un sentiment de poésie, d'humanité, un goût du détail qui rapproche le cinéma de DeMille dernière période de la peinture miniaturiste ».
Sur le site agrégateur de critiques Rotten Tomatoes, le film obtient un score de 89 % d'avis favorables, sur la base de 37 critiques collectées et une note moyenne de 7,59/10 ; le consensus du site indique : « Grandiloquent et parfois naïf mais extrêmement divertissant, le grand spectacle des vedettes de Cecil B. DeMille est un récit musclé de la grande histoire biblique ».

### Box-office
| Pays ou région | Box-office                                                                     | Date d'arrêt du box-office | Nombre de semaines |
| -------------- | ------------------------------------------------------------------------------ | -------------------------- | ------------------ |
| Monde          | 122 700 000 $ (1er du box-office mondial 1956)                                 | 1956                       |                    |
| États-Unis     | 65 500 000 $ (1er du box-office 1956)                                          | 1956                       |                    |
| États-Unis     | 2 098 600 000 $ (5e du box-office américain de tous les temps, ajusté en 2015) | 2015                       |                    |
| France         | 14 229 563 entrées                                                             | 1958                       |                    |

Les Dix Commandements est l'une des plus belles réussites financières jamais réalisées, engrangeant un montant d'environ 122,7 millions de dollars au box-office lors de sa sortie initiale (pour un budget de 13 millions de $) ; ce qui en fait le film le plus lucratif de l'année 1956 et le deuxième plus gros succès cinématographique de la décennie.
Selon le Guinness World Records, pour sa carrière en salles, ce film est le septième plus gros succès de tous les temps, lorsque le montant des recettes est ajusté à l'inflation.

## Distinctions
En 1957, lors de la 29e cérémonie des Oscars, Les Dix Commandements est nommé pour sept Oscars, y compris l'Oscar du meilleur film. Cependant, le film ne remporte qu'une seule statuette, celle des meilleurs effets spéciaux (John P. Fulton, ASC). Cette année-là, c'est Le Tour du monde en 80 jours de Michael Anderson qui remporte l'Oscar du meilleur film.
Charlton Heston a été nommé pour un Golden Globe du meilleur acteur dans un film dramatique pour son rôle de Moïse. Yul Brynner a remporté le National Board of Review du meilleur acteur pour son rôle de Ramsès II,.
En 1999, le film est sélectionné pour conservation par la National Film Registry de la bibliothèque du Congrès des États-Unis comme étant « culturellement, historiquement ou esthétiquement important ».
En juin 2008, Les Dix Commandements a été classé comme le 10e meilleur film dans le genre épique, par l’American Film Institute, après un scrutin de plus de 1 500 personnes de la communauté cinématographique.

## Analyse

### Sous-texte anti-communiste
Plusieurs critiques distinguent dans le film, conçu durant la guerre froide et le Maccarthysme par un réalisateur ouvertement conservateur, une charge contre le communisme et particulièrement l'Union soviétique, personnifiée par la dictature de Ramsès,,.

### Les lettres paléo-hébraïques des tables de la loi dans le film

Les tablettes des Dix Commandements (version courte) en lettres paléo-hébraïques, similaires à celles du film.

- Les versions des tables de la loi apparaissant dans Les Dix Commandements sont apparemment composées de lettres issues de l'alphabet paléo-hébraïque. À l'époque, l'hébreu avec les lettres carrées n'existait pas encore ; il n'apparaîtra qu'au retour de l'Exil à Babylone. Cette représentation des tables de la loi dans le film est plus proche du récit biblique que le Décalogue écrit habituellement en hébreu moderne. Une reproduction d’un manuscrit avec le décalogue en paléo-hébreu présente un texte en partie différent de celui du film[25]. Le texte du décalogue dans le film est traduisible, les dix commandements y sont abrégés.
- Sur plusieurs sites internet, l'image de Moïse tenant les tables de la loi est montrée avec une image inversée[26].

## Éditions vidéo

### DVD
Le 11 janvier 2001, le film sort en DVD pour la première fois (ainsi qu'en VHS). Cette édition comporte la version restaurée de 1989, la présentation de Cecil B. DeMille, l'ouverture avec entracte et fermeture, ainsi que trois bandes-annonces VO en bonus. Le film est réparti sur deux disques. Les bandes-annonces du film ne sont disponibles que sur le deuxième disque.
Le 16 mars 2006, le film ressort en coffret collector 3 DVD, incluant des nouveaux bonus, ainsi que la version de 1923. Cependant, l'image et le son restent identiques à la précédente édition. Il faudra attendre 2011 pour qu'une nouvelle restauration HD soit effectuée.

### DVD / Blu-ray
En 2011, aux États-Unis, le film sort en Blu-ray (ainsi qu'en DVD), pour la première fois. Il s'agit d'une version restaurée en haute définition, réalisée à partir d'un scan 6K de la pellicule d'origine. La version sortie aux États-Unis incorpore six disques (Blu-ray et DVD), un livre, des photos ainsi que de nombreux bonus.
En 2012, le film sort en France en Blu-ray, en boîtier métal et boîtier plastique, aucun bonus n'y est présent.
Le 10 juin 2020, le film ressort en Blu-ray sous la forme d'un médiabook. Il propose cette fois-ci le long-métrage de 1923 ainsi que les bonus de l'édition américaine.
En 2021, le film ressort en Blu-ray 4K, d'une part dans un coffret métal incluant aussi la version de 1923 et les bonus, et d'autre part dans une édition ne contenant que la version de 1956 accompagnée de ses bonus. 

## Dans la culture populaire
Le film a servi d'inspiration aux musiciens du groupe de metal américain Metallica pour leur chanson Creeping Death, un single de l'album Ride the Lightning sorti en 1984. Le titre aurait été trouvé par le bassiste Cliff Burton, lors du visionnage du film.
Les ailes croisées sur le torse de Ramsès, lors de la poursuite des Hébreux, ont inspiré le costume de Michael Jackson pour son clip vidéo Remember the Time, selon son designer Michael Bush.[réf. souhaitée]